# Stanisław Gano

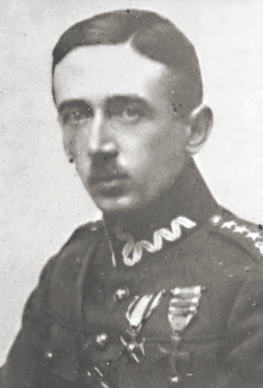
Stanisław Gano jako kapitan Wojska Polskiego

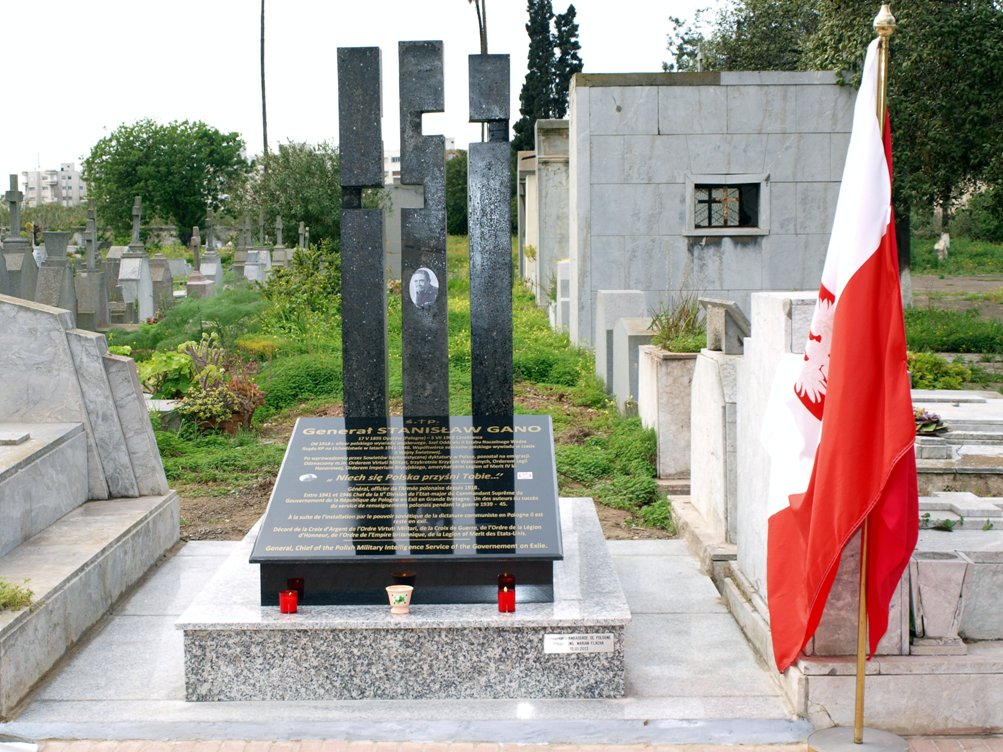
Odsłonięty w styczniu 2013 r., staraniem Ambasady RP w Rabacie, nowy grób Generała Stanisława Gano na Cmentarzu chrześcijańskim w Casablance, zaprojektowany przez inż. M.Flachę.

Stanisław Włodzimierz Paweł Gano, ps. „Stanisław” (ur. 17 maja 1895 w Opatowie, zm. 5 lipca 1968 w Casablance) – pułkownik dyplomowany piechoty Wojska Polskiego II RP i Polskich Sił Zbrojnych, szef Oddziału II Sztabu Naczelnego Wodza, mianowany generałem brygady w 1964 przez władze emigracyjne.

## Rodzina
Był synem Zachariasza Wacława Gano, notariusza w Opatowie i Marii Heleny z Mroczkowskich. W 1931 r. w parafii Ewangelicko-Augsburskiej w Warszawie zawarł związek małżeński z Bronisławą Władysławą ze Szczepańskich Mieszanowską, która w 1940 została wywieziona z okupowanej Warszawy do Francji przez kuriera Samsona Mikicińskiego.

## Życiorys
Studiował w Instytucie Technologicznym w Moskwie. Podczas I wojny światowej był oficerem saperów w armii rosyjskiej, następnie w 4 Dywizji Strzelców Polskich, po odzyskaniu niepodległości w 2 Dywizji Piechoty Legionów. Był absolwentem Wyższej Szkoły Wojennej. Z dniem 1 października 1924 roku, po ukończeniu kursu i uzyskaniu dyplomu naukowego oficera Sztabu Generalnego, przydzielony został do Oddziału III Sztabu Generalnego. 16 grudnia 1925 roku został przesunięty ze stanowiska referenta na stanowisko kierownika referatu. 24 lipca 1928 roku został przeniesiony z Biura Ogólno–Organizacyjnego Ministerstwa Spraw Wojskowych w Warszawie do Ekspozytury Nr 1 Oddziału II Sztabu Generalnego.
Z dniem 1 maja 1933 roku został przeniesiony ze Sztabu Głównego na stanowisko attaché wojskowego przy Poselstwie Polskim w Helsinkach. Z dniem 30 czerwca 1935 roku został przeniesiony do dyspozycji szefa Biura Personalnego Ministerstwa Spraw Wojskowych. W grudniu tego roku został przeniesiony do 51 pułku piechoty Strzelców Kresowych w Brzeżanach stanowisko dowódcy batalionu. 19 marca 1937 roku został awansowany do stopnia podpułkownika ze starszeństwem z dniem 19 marca 1937 roku i 43. lokatą w korpusie oficerów piechoty. W kwietniu tego roku został przeniesiony do 11 pułku piechoty w Tarnowskich Górach na stanowisko zastępcy dowódcy pułku. W lutym 1939 roku powrócił do Oddziału II Sztabu Głównego na stanowisko kierownika Samodzielnego Referatu Technicznego.
W czasie II wojny światowej był najpierw zastępcą szefa, a potem szefem Oddziału II Sztabu Naczelnego Wodza. Uważany jest za jednego z autorów sukcesów tej służby. Do stopnia pułkownika został awansowany ze starszeństwem z dniem 1 stycznia 1943 roku w korpusie oficerów piechoty.
W 1945 roku przekazał Brytyjczykom w depozyt - na ich żądanie - akta wywiadowcze II Oddziału Sztabu Naczelnego Wodza. Akta nie zawierały kartoteki agentów, którą płk Gano rozkazał spalić, by nie weszła w posiadanie Sowietów. Po demobilizacji osiedlił się w Maroku.
Uchwałą Tymczasowego Rządu Jedności Narodowej z 26 września 1946 roku pozbawiony został obywatelstwa polskiego, które przywrócono mu pośmiertnie w 1971 roku.
Awansowany przez Naczelnego Wodza, gen. broni Władysława Andersa, generałem brygady ze starszeństwem z dniem 1 stycznia 1964 roku w korpusie generałów.
Zmarł 5 lipca 1968 roku w Casablance.
Staraniem Ambasady RP w Rabacie w dniu 27 stycznia 2013 odsłonięto nowy pomnik nagrobny Generała na Cmentarzu chrześcijańskim w Casablance. W uroczystości uczestniczyli między innymi kierownik Urzędu ds. Kombatantów i Osób Represjonowanych Jan Stanisław Ciechanowski, wysoki komisarz do spraw kombatantów Królestwa Maroka Mustafa El Ktiri, konsul USA w Casablance Erica Magallon oraz burmistrz Opatowa Andrzej Chaniecki.

## Ordery i odznaczenia
- Krzyż Srebrny Orderu Wojskowego Virtuti Militari nr 4553 (6 grudnia 1921)[11]
- Krzyż Walecznych (czterokrotnie)
- Złoty Krzyż Zasługi z Mieczami
- Medal Niepodległości (9 listopada 1933)[12]
- Srebrny Krzyż Zasługi (10 listopada 1928)[13]
- Krzyż Oficerski Order Białej Róży Finlandii (Finlandia, przed 1936)[14]